# Organisation territoriale de Madagascar
L'organisation territoriale de Madagascar est le découpage du territoire national malgache en subdivisions administratives hiérarchisées. Elle repose sur un équilibre entre des collectivités territoriales, administrées par des conseils élus et dotées d'une autonomie de gestion réelle, et des services déconcentrés de l'État non élus mais chargés de garantir l'unité de la République et le principe d'égalité devant la loi.
Il existe trois niveaux de collectivités territoriales : les communes, les régions et les provinces, dites collectivités territoriales de droit commun. Les collectivités à statut particulier – Antananarivo et Nosy Be – complètent le dispositif.
L'État quant à lui se réforme également périodiquement dans le cadre d'un processus de déconcentration, afin de rapprocher l'administration des citoyens tout en tentant de rationaliser les moyens. Les circonscriptions administratives sur lesquelles les services déconcentrés de l'État exercent leurs compétences sont éminemment variables selon la nature de l'organisation. Ainsi, la restauration à la fin de la première République du fokonolona a conduit à la création des fokontany, circonscription administrative de base, puis des districts, circonscription intermédiaire entre la commune et la région.

## Historique
En 1959, lorsque l’île de Madagascar officialise la 1re république de son indépendance, sa constitution définit les provinces et les communes comme collectivités territoriales décentralisées.
Entre 1975 et 1991, à l’époque de la deuxième république malgache, le pays était divisé en cinq niveaux :
1. six faritany (provinces), qui deviendront temporairement faritany mizaka-tena (provinces autonomes)
2. les fivondronana (ou fivondronam-pokontany, anciennes préfectures et sous-préfectures devenues districts et communes)
3. les firaisana (ou firaisam-pokontany, anciens cantons, de)
4. les fokontany (villages, hameaux ou quartiers) (en moyenne 10 par commune)[2]
5. les fokonolona (anciennes communautés villageoises traditionnelles) (en moyenne 30 par commune)[2].

En 1992, la constitution de la 3e république reporte sur la loi 93-005 les règles de définition des collectivités territoriales qui seront les régions, les départements et les communes. Sur cette base, la loi 94-001 dénombre alors 28 régions, 158 départements et 1295 communes.
La révision 1998 de la constitution de 1992 réintroduit les provinces : « Les provinces autonomes sont des collectivités publiques dotées de la personnalité juridique ainsi que de l’autonomie administrative et financière. » Les régions et communes se fondent sous l’autorité de ces provinces autonomes.
La loi 2004-001 du 17 juin 2004 recrée 22 régions sans supprimer le rôle administratif des provinces : « Les Régions seront à la fois des Collectivités Territoriales Décentralisées et des circonscriptions administratives. »
La révision 2007 de la constitution de 1992 entérinera cette hiérarchie territoriale en régions et communes, et ôtera tout rôle aux provinces et aux départements.
Avec la 4e république et la constitution de 2010, les provinces, les régions, et les communes deviennent les nouvelles collectivités territoriales décentralisées. Les Fokonolona sont représentés par les responsables de fokontany qui participent au fonctionnement communal.
6 provinces, 22 régions, et 1549 communes urbaines ou rurales, forment alors l'ensemble des Collectivités territoriales décentralisées d'après la loi 2014-020, avant que le décret 2015-592 redécoupe le pays en 1693 communes.
Les 6 provinces de Madagascar ont été découpées en 22 régions en 2004, et la constitution de 2010 conserve ces niveaux de territoires :
- province d'Antananarivo
  - région d’Itasy (3)
  - région d’Analamanga (4)
  - région de Vakinankaratra (5)
  - région de Bongolava (6)
- province d'Antsiranana
  - région de Diana (1)
  - région de Sava (2)
- province de Fianarantsoa
  - région d’Amoron’i Mania (14)
  - région de Haute Matsiatra (15)
  - région de Vatovavy-Fitovinany (16)
  - région d’Atsimo-Atsinanana (17)
  - région de Ihorombe (18)
- Province de Majunga
  - région de Sofia (7)
  - région de Boeny (8)
  - région de Betsiboka (9)
  - région de Melaky (10)
- Province de Tamatave
  - région d’Alaotra-Mangoro (11)
  - région d’Atsinanana (12)
  - région d’Analanjirofo (13)
- province de Toliara
  - région de Menabe (19)
  - région d’Atsimo-Andrefana (20)
  - région d’Androy (21)
  - région d’Anosy (22)

## Collectivités territoriales

### Collectivités de droit commun

#### Provinces

Découpage de Madagascar en six provinces.

Les provinces sont une subdivision administrative créées sous l'Ancien régime, maintenue par l'administration coloniale à partir de 1946 et retenue par la constitution du 14 octobre 1958 qui l'élève au rang de collectivité territoriale. Les provinces disposent de la personnalité morale et de l'autonomie administrative et financière.
| N° (carte) | Province     | Chef-lieu    | Code ISO 3166-2 | Code FIPS 10-4 | Population (hab.) (2021) | Superficie (km2) |
| ---------- | ------------ | ------------ | --------------- | -------------- | ------------------------ | ---------------- |
| 1          | Antananarivo | Antananarivo | T               | MA05           | 7 254 516                | 58 283           |
| 2          | Antsiranana  | Antsiranana  | D               | MA01           | 2 229 554                | 43 046           |
| 3          | Fianarantsoa | Fianarantsoa | F               | MA02           | 5 566 226                | 102 373          |
| 4          | Mahajanga    | Majunga      | M               | MA03           | 3 447 210                | 150 023          |
| 5          | Toamasina    | Toamasina    | A               | MA04           | 4 232 955                | 71 911           |
| 6          | Toliara      | Tuléar       | U               | MA06           | 4 653 975                | 161 405          |

#### Régions

Découpage de Madagascar en 23 régions.

Pour partie héritières des régions historiques, les régions administratives sont créées sous leur forme actuelle en 1962 et acquièrent un statut de collectivité territoriale en 2004, inscrit dans la Constitution la même année. Le nombre de régions administratives passe le en 2021 de vingt-deux à vingt-quatre, puis à vingt-cinq en 2023.
Sur un même territoire coexistent une collectivité territoriale dotée d'un conseil élu, le conseil régional, et une circonscription administrative avec un préfet de région – préfet du chef-lieu.

#### Communes
Madagascar est divisée en 1 693 communes dotées chacune d’un conseil municipal et d’un maire élu pour quatre années consécutives. Les communes sont catégorisées en communes urbaines et en communes rurales. Les communes urbaines les plus importantes constituent également leur propre district.

### Collectivités à statut particulier

#### Antananarivo
En raison de son statut de capitale de Madagascar, du nombre élevé de sa population et sur le fondement de l'article 95 de la Constitution, Antananarivo dispose d’un statut particulier conférant à ses 6 arrondissements la prise en charge des compétences de la commune qui tiennent essentiellement compte des principes de proximité, de recevabilité, d'appartenance, de promotion et de défense des intérêts des habitants. Ce statut particulier est appliqué par la loi №2015-011 du 1er avril 2015.
La Commune Urbaine d'Antananarivo est administrée par une assemblée délibérante – conseil municipal – et un organe exécutif dirigé par le Maire d'Antananarivo et représenté par ses délégués auprès des arrondissement.
L'État est représenté au niveau de la ville d'Antananarivo et auprès de la région Analamanga par le préfet de police d'Antananarivo, délégataire du ministre de l'intérieur.

#### Nosy Be
En raison de sa configuration géographique et de l'étendue de son agglomération, l'île de Nosy Be est élevé au rang de commune par la fusion des communes de l'île. La loi №2015-008 du 1er avril 2015 confère à cette nouvelle commune un statut particulier où les anciennes communes constituent désormais des arrondissements municipaux.
À l'instar de la capitale malgache Antananarivo, la commune urbaine de Nosy Be est administréd par un conseil municipal et un maire représenté au niveau des arrondissements par ses délégués.
Un préfet de police, délégataire du ministre de l'intérieur, y exerce la fonction de représentant de l'État. Contrairement au préfet de police d'Antananarivo, celui de Nosy Be est responsable devant le Commissaire Général de rattachement.